# 特別支援教育

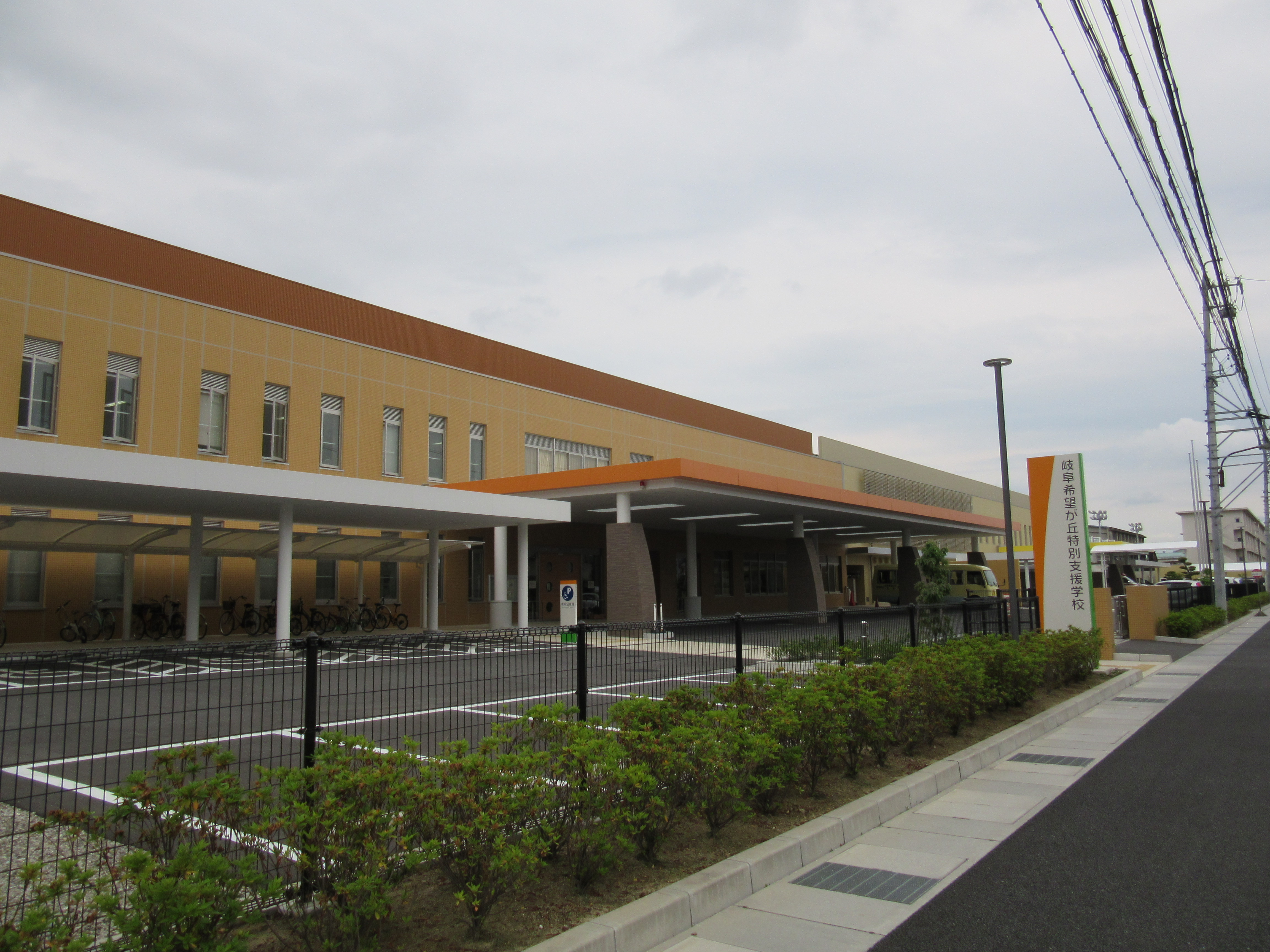
特別支援学校。日本では、障害者は必ず通わないとならないというわけではない。（岐阜県立岐阜希望が丘特別支援学校）

特別支援教育（とくべつしえんきょういく）は、日本の学校教育において、障害のある幼児・児童・生徒の自立や社会参加への主体的な取り組みを支援するための指導及び支援を意味する公的扶助制度。英語表記はspecial needs education、またはspecial support education、exceptional student educationなど。

## 日本における定義
特別支援学校において視覚障害者、聴覚障害者、知的障害者、精神障害者、肢体不自由者又は病弱者（身体虚弱者）に対し、幼稚園・小学校・中学校・高等学校に準ずる教育を施すとともに、障害による学習上又は生活上の困難を克服し自立を図るために必要な知識・技能を授けること（学校教育法第72条）
小学校・中学校・高等学校・幼稚園において知的障害者、精神障害者、肢体不自由者、身体虚弱者、弱視者、難聴者、その他障害のある者で、特別支援学級において教育を行うことが適当な者、その他教育上特別の支援を必要とする児童・生徒・幼児 に対し、障害による学習上又は生活上の困難を克服し自立を図るために必要な教育を行うこと（学校教育法第75条）。この中にはアスペルガー症候群、自閉症、学習障害、AD/HDといった発達障害の子供が含まれる。

## 経緯
参考：文部科学省「学制百二十年史」

### 明治〜昭和初期
1878年 京都盲唖院設立日本の盲・聾教育の始まり。
1891年 東京・滝乃川学園設立日本の知的障害教育の始まり。
1909年 千葉県・勝山に東京市養育院安房分院開設日本初の身体虚弱・病弱児のための恒常的教育施設。
1921年 東京・柏学園設立日本の肢体不自由教育の始まり。
1940年 大阪市立思斉学校設立日本最初、戦前唯一の知的障害児を収容する学校。
1941年 国民学校令施行規則「身体虚弱、精神薄弱其ノ他心身ニ異常アル児童ニシテ特別養護ノ必要アリト認ムルモノノ為ニ学級又ハ学校ヲ編制スルコトヲ得」
→“養護学校”の名称広まる。戦局の進行に従い、特殊教育にかかる学校・学級は次第に閉鎖される。

### 戦後、特殊教育の時代
1946年 大和田国民学校(東京都渋谷区)に養護学級開設戦後最初の特殊学級の復興。
1947年 教育基本法・学校教育法公布盲学校・聾学校への就学が義務制になる（施行は1948年度から）。
1950年 山梨県立盲学校、盲聾重複障害児の教育を開始
1950年 門司市立白野江養護学校創設最初の公立病弱養護学校
1953年 文部次官通達 「教育上特別な取り扱いを要する児童・生徒の判別基準」6種類、4段階の基準 と、教育措置 が示される（“分離教育”の法的根拠）。
1956年 大阪府立養護学校・愛知県立養護学校創設最初の公立肢体不自由養護学校。
1957年 東京都立青鳥養護学校創設最初の公立精神薄弱（当時）養護学校
1958年 盲・聾学校学習指導要領公布。
1958年 仙台市立通町小学校に言語障害学級設置この頃から、小学校に吃音症の矯正を目的とした「言葉の教室」や「言語治療教室」が設置され始める。戦前にも同種の矯正所が設置されていた。
1963年 精神薄弱養護学校学習指導要領公布文部省事務次官通達として公布される。
1963年 大阪市立本田小学校に弱視学級設置
1978年 初等中等教育局長通達「教育上特別な取扱いを要する児童・生徒の教育措置について」いわゆる309号通達。教育措置としての就学免除・就学猶予が原則として廃止される。
1979年 養護学校義務化「学校教育法中養護学校における就学義務及び養護学校の設置義務に関する部分の施行期日を定める政令」による。
同時に訪問教育制度が実施される。
このころから自閉症が情緒障害として位置づけられ、特殊教育の対象となる。
1987年 筑波技術短期大学の開学
1993年 学校教育法施行規則改正。文部省、「学校教育法施行規則第73条21第1項の規定による特別の教育課程」告示通級による指導（いわゆる『ことばの教室』）の規定・制度化。

### 特別支援教育への転換
2001年この春から文部科学省は、旧来の“特殊教育”という言い方に代えて、“特別支援教育”という呼称を使用している。
2004年8月 中央教育審議会 「特別支援教育を推進するための制度の在り方について」中間まとめ2005年12月8日に答申された。
2006年3月 学校教育法施行規則の一部改正（同年4月施行）いわゆる「通級制の弾力化」が行われた。
2006年6月15日 「学校教育法等の一部を改正する法律案」可決・成立6月21日に公布され、特別支援教育は2007年4月から正式に実施されることとなった。

## 理念と背景

### 理念
文部科学省が定義する「特別支援教育の理念」 には、次に挙げるような文言がある。
つまり、特別支援教育とは、単に障害児をどう教えるか、どう学ばせるかではなく、障害をひとつの個性としてもった子、つまり「特別なニーズをもつ子ども（children with special needs）」が、どう年齢とともに成長、発達していくか、そのすべてにわたり、本人の主体性を尊重しつつ、できる援助のかたちとは何か考えていこうとする取り組みである。

### 背景
「特別な教育的ニーズ」という概念が世界で初めて使用されるようになったのは1978年のことで、イギリスのマリー・ウォーノック（Mary Warnock）を議長とする障害児・者の教育調査委員会の報告書がイギリス議会に提出された時からである。このウォーノック報告を受け、イギリス政府は1981年教育法で、特殊教育の対象となる子どもを、「障害」のある子どもから、「特別な教育的ニーズ」のある子どもへと概念の一大転換を図った。
この「特別な教育的ニーズ(Special Needs on Education)、および特別なニーズ教育(Special Needs Education)の概念は、1994年6月にユネスコ主催による「特別なニーズ教育に関する世界会議」において採択されたサラマンカ声明へと取り入れられ、開発途上国を含む世界各国へと波及した。
わが国においても、文部科学省発行の「特別支援教育について」などの文書内において、「障害児」から「支援を必要としている子」へと徐々に表現が改められた。
従って、特別支援教育は単に特殊教育の対象拡大や教育手法の発展を意味する概念ではない。また、特別支援教育を英語に再翻訳する際、"Special Support Education"とする誤訳が時折みられるが、正しくは"Special Needs Education"である。

### 欧米のSpecial Needs educationとの相違点
アメリカ合衆国やヨーロッパ諸国において、日本の「特別支援教育」に該当する概念はSpecial Needs educationである。ただし、広義のSpecial Needs educationの対象は『通常の教育課程では十分な教育効果が望めない』ものとして、障害のある児童に限らず、学習能力が著しく高い児童（ギフテッド）や外国人移民も含まれる。
なお、学校で特別支援を行うだけでなく、小児科医、子供病院と自治体の福祉窓口とが連携して、就学前に障害を発見し早期に支援を開始するという障害児のための早期教育プランを持つ国もある。アメリカの個別教育計画 (IEP)など、個々人の障害に対応した自立のための長期教育計画が障害児早期教育の柱となっている。日本でも2005年施行の発達障害者支援法などに「早期発見」という言葉が盛り込まれている。

## 制度の内容

### 対象の拡大
旧学校教育法で規定された特殊教育が対象とする障害は、視覚障害・聴覚障害・知的障害・精神障害・肢体不自由・病弱及び『その他の障害』に限定されていた。『その他の障害』の解釈については、学校教育法施行規則で情緒障害（特殊学級での指導で対応）・言語障害（通級による指導で対応）が挙げられるに留まっていた。
2006年6月に成立した改正学校教育法では、「その他心身に故障のある者で、特殊学級において教育を行うことが適当なもの」が「その他教育上特別の支援を必要とする児童・生徒及び幼児」という文言に変わった。さらに、学校教育法施行規則で、通常の学級において特別の教育課程によることができるものにLDやADHDが追加され、特別支援教育の対象に含まれるようになった。

#### 盲・聾・養護学校から特別支援学校へ
2006年6月に成立した改正学校教育法によって、従前の盲・聾・養護学校が2007年4月、「特別支援学校」に一本化された。この名称変更は、障害の種類によらず一人一人の特別な教育的ニーズに応えていくという特別支援教育の理念に基づくが、盲部門、聾部門、肢体不自由部門など、学校ごとに主として教育を行う障害種が決められる。
また、特別支援学校は在籍する幼児児童生徒に教育を施すだけでなく、地域の幼稚園、小・中・高等学校に在籍する幼児児童生徒の教育に関する助言・支援、いわゆる「センター的機能」も担うよう定義されている。従来の障害 に加えて、発達障害 などの子供たちにも、地域や学校で総合的で全体的な配慮と支援をしていくことになる。

#### 特殊学級から特別支援教室へ
2005年12月にまとめられた「特別支援教育を推進するための制度の在り方について」の答申では、これまでの特殊学級にかわって、特別支援教室という新しい制度を提唱した（外部リンク参照）。従来の障害児教育を支えてきた学校教育法第75条に規定する障害児学級（法制上は「特殊学級」）と、学校教育法施行規則第73条に規定する通級制とを一本化し、「特別支援教室」とする方向が示されたが、従来の知的障害学級、情緒障害学級、難聴学級、弱視学級、病弱学級、肢体不自由学級といった特殊学級の機能を維持すべきとの意見があることにも触れている。
このため2006年6月に成立した改正学校教育法では特殊学級を特別支援学級に名称変更することとし、在籍一元化は先送りされた。しかし、参議院の附帯決議では「特別支援教室にできるだけ早く移行するよう十分に検討を行うこと」と宿題を残している。
特別支援教室では、これまで通常学級に在籍していて、支援の対象とされなかったLD、ADHD、高機能自閉症等が対象に含まれ、特別な支援を受けることが予定されていた。そのためにこれまで存在していた上記の学校教育法第75条の特殊学級も廃止され、その対象となっていた子供たちも特別支援教室での取り出し指導の対象となると想定されていた。
特殊学級や通級として存在していた障害児学級などが無くなることは実質的には人員削減となるのではないか、その上に新たにLDや吃音症等の子供たちへの専門的な支援や指導が可能なのか不安の声があがっている。文部科学省はLD、ADHD等の子供の通常学級での存在が全児童生徒の6.3%（吃音児は1.2%） と指摘しており、500人規模の学校で30人は存在することになり、現在の障害児学級に在籍する児童生徒を合わせて特別支援教育の対象とするとしている。
文部科学省は2006年、省内に「特別支援教室」に関する研究会を3年計画で立ち上げ、財務課も入ってモデル事業を展開している。人的資源を確保しながら、特別支援教室の理念に近づけられるのか、親の会など関連団体は注視している。

### 教員免許制度の変更
教員免許の制度についても特別支援教育への移行に合わせて変更されることとなり、学校種を一本化した「特別支援学校免許状」（5つからなる「教育領域」が設定され、うち3領域（知的障害者、肢体不自由者、病弱者(身体虚弱者を含む。)に関する各教育）が従前の養護学校相当、「聴覚障害者に関する教育」の領域が従前の聾学校相当、「視覚障害者に関する教育」の領域が従前の盲学校相当となる）となった。なお、既所得単位のうち、かつての「養護学校」に相当する領域は、現行の免許状の方式にて申請する場合は、「知的障害に関する教育」の領域の単位に読み替えられる。また、免許状の上での教育領域には規定されていないが、「重複・LD等領域」として、重複障害（主に、知的障害を従たる障害として併発している重度重複障害）や発達障害(主に、知的障害のない、かつて「軽度発達障害」と称されていた領域)についても、教職課程上、履修が必要な科目に規定されるようになった。
また、特別支援学校の免許状の取得に必要な法定単位として、第三欄にて、取得しない教育領域および、発達障害・重複障害等（上述の「重複・LD等領域」を指す）に関する「教育課程及び指導法に関する科目」並びに「心理、生理・病理に関する科目」の取得を要することになった（ちなみに、第一欄は「基礎理論に関する科目」、第二欄は取得する教育領域に関する「教育課程及び指導法に関する科目」並びに「心理、生理・病理に関する科目」、第四欄は「教育実習」となっている）。また、取得していない領域を追加する場合は、「新教育領域」の第二欄部分において、「教育課程及び指導法に関する科目」と「心理、生理及び病理に関する科目」を包括した、4単位以上の取得により、授与申請が可能だが、旧養護学校・盲学校・聾学校の免許保有者が、「新教育領域」を免許に追加する場合は、前述の4単位以上の科目の習得に加え、旧校種の免許状の取得に規定されていなかった、第三欄で規定された科目の履修が必要となるケースもある。